# Edmond Tiersot

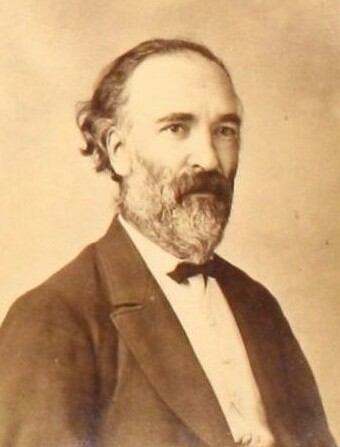
Edmond Tiersot (vor 1883)

Edmond Tiersot (* 29. August 1822 in Bourg-en-Bresse; † 21. Januar 1883 in Paris) war ein französischer Arzt, Politiker und Freizeitmusiker. Er war der Vater des Musikwissenschaftlers und Komponisten Julien Tiersot.

## Leben und Werk
Nach Abschluss seines Studiums ließ Edmund Tiersot sich in seiner Geburtsstadt Bourg-en-Bresse als Arzt nieder. Er widmete sich dort neben der Berufsausübung auch der Musikpflege. Später wurde er zudem politisch aktiv. Er nahm als Arzt am Deutsch-Französischen Krieg teil.
Als Arzt in Bourg-en-Bresse im Jahr 1850 widersetzte er sich dem Zweiten französischen Kaiserreich. Nach dem 4. September 1870 wurde er stellvertretender Bürgermeister von Bourg-en-Bresse. Bei den ergänzenden Wahlen vom 2. Juli 1871 wurde er zum Abgeordneten von Ain gewählt. Er gewann einen Sitz für die Republikanische Union. Er war somit Deputierter der französischen Nationalversammlung. Er wurde 1876, 1877 und 1881 wiedergewählt. Er war einer von 363 Abgeordneten, die der Regierung Albert de Broglie am 16. Mai 1877 das Vertrauen verweigerten.
Im Bereich der Musik agierte Edmont Tiersot auf einem hohen Niveau. Er verfasste das Lehrwerk Leçons élémentaires de lecture musicale (1867) für Studenten eines von ihm geleiteten Musikvereins. Er war ein eifriger Förderer des Schulgesangsunterrichtes. Er war Leiter mehrerer Gesangsvereine.
1871 siedelte er, bedingt durch das gewonnene Mandat in der Nationalversammlung, mit seinem Sohn Julien Tiersot nach Paris um. Edmond Tiersot hielt sein politisches Mandat bis zu seinem Tod im Januar 1883.